# Portret małej Cossette
Portret małej Cossette (jap. コゼットの肖像 Kozetto no shōzō; Le Portrait de Petit Cossette) – seria 3 odcinków OVA wyprodukowana przez studio Aniplex. Odcinki miały swoją premierę w Polsce 22 marca 2006 roku na kanale Cyfra+. Na podstawie animacji powstała manga autorstwa Asuki Katsury.

## Opis fabuły
Eiri Kurahashi jest utalentowanym studentem Akademii Sztuk Pięknych. Aby zarobić trochę pieniędzy, pracuje w wolnych chwilach w sklepie z antykami swojego wuja. Pewnego wieczoru Eiri znajduje piękny kielich wykonany z weneckiego szkła. Okazuje się, że w naczyniu od ponad dwustu pięćdziesięciu lat zaklęta jest młoda arystokratka, Cossette d’Auvergne. Dziewczyna mówi mu, że została zabita przez zakochanego w niej artystę Marcello Orlando, dlatego jej dusza została uwięziona. Aby ją uwolnić, ktoś musi być gotów przyjąć karę za grzechy popełnione przez Marcello.

## Obsada (głosy)
- Marina Inoue jako Cossette

## OVA
| Nr | Tytuł                                                                   | Premiera        | Polska premiera  |
| -- | ----------------------------------------------------------------------- | --------------- | ---------------- |
| 1  | Portret małej Cossette 1 Kozetto no shōzō Vol. 1 (コゼットの肖像 Vol.1) | 26 maja 2004    | 22 marca 2006    |
| 2  | Portret małej Cossette 2 Kozetto no shōzō Vol. 2 (コゼットの肖像 Vol.2) | 28 lipca 2004   | 5 kwietnia 2006  |
| 3  | Portret małej Cossette 3 Kozetto no shōzō Vol. 3 (コゼットの肖像 Vol.3) | 22 grudnia 2004 | 19 kwietnia 2006 |

## Manga
| Nr | Data wydania     | ISBN                   |
| -- | ---------------- | ---------------------- |
| 1  | 11 sierpnia 2004 | ISBN 978-4-06-349183-8 |
| 2  | 21 grudnia 2004  | ISBN 978-4-06-349191-3 |